# Suslic del Caucas
El suslic del Caucas (Spermophilus musicus) és una espècie de rosegador de la família dels esciúrids. És endèmic dels vessants septentrionals del Caucas, a Rússia. S'alimenta de les parts vegetatives de les plantes i, rarament, animals. Els seus hàbitats naturals són els prats i pastures alpins i les estepes poblades de cereals i artemísies. Està amenaçat per la desaparició dels recursos hídrics i la destrucció del seu entorn per l'expansió de la ramaderia.